# Сібічу-де-Жос
Сібічу-де-Жос (рум. Sibiciu de Jos) — село у повіті Бузеу в Румунії. Входить до складу комуни Пенетеу.
Село розташоване на відстані 100 км на північ від Бухареста, 39 км на північний захід від Бузеу, 129 км на захід від Галаца, 70 км на південний схід від Брашова.

## Населення
За даними перепису населення 2002 року у селі проживали 648 осіб, усі — румуни. Усі жителі села рідною мовою назвали румунську.